# AHL 1949/50
Die Saison 1949/50 war die 14. reguläre Saison der American Hockey League (AHL). Während der regulären Saison bestritten die zehn Teams der Liga jeweils 70 Spiele. Die sechs besten Mannschaften der AHL spielten anschließend in einer Play-off-Runde um den Calder Cup.

## Teamänderungen
Folgende Änderungen wurden vor Beginn der Saison vorgenommen:
- Die Philadelphia Rockets stellten den Spielbetrieb ein
- Die Washington Lions stellten den Spielbetrieb ein.
- Die Cincinnati Mohawks wurden als Expansionsteam in die Liga aufgenommen.

## Reguläre Saison

### Abschlusstabellen
Abkürzungen: GP = Spiele, W = Siege, L = Niederlagen, T = Unentschieden, OTL = Niederlage nach Overtime, GF = Erzielte Tore, GA = Gegentore, Pts = Punkte

Erläuterungen: In Klammern befindet sich die Platzierung innerhalb der Conference;       = Playoff-Qualifikation ,       = Division-Sieger,       = Conference-Sieger

#### Reguläre Saison
| East Division       | GP | W  | L  | T  | GF  | GA  | Pts |
| ------------------- | -- | -- | -- | -- | --- | --- | --- |
| Buffalo Bisons      | 70 | 32 | 29 | 9  | 226 | 208 | 73  |
| Providence Reds     | 70 | 34 | 33 | 3  | 268 | 267 | 71  |
| Springfield Indians | 70 | 28 | 34 | 8  | 245 | 258 | 64  |
| New Haven Ramblers  | 70 | 24 | 36 | 10 | 196 | 250 | 58  |
| Hershey Bears       | 70 | 21 | 39 | 10 | 229 | 310 | 52  |

| West Division         | GP | W  | L  | T  | GF  | GA  | Pts |
| --------------------- | -- | -- | -- | -- | --- | --- | --- |
| Cleveland Barons      | 70 | 45 | 15 | 10 | 357 | 230 | 100 |
| Indianapolis Capitals | 70 | 35 | 24 | 11 | 267 | 231 | 81  |
| St. Louis Flyers      | 70 | 34 | 28 | 8  | 258 | 250 | 76  |
| Pittsburgh Hornets    | 70 | 29 | 26 | 15 | 215 | 185 | 73  |
| Cincinnati Mohawks    | 70 | 19 | 37 | 14 | 185 | 257 | 52  |

### Beste Scorer
Abkürzungen: GP = Spiele, G = Tore, A = Assists, Pts = Punkte, +/- = Plus/Minus, PIM = Strafminuten; Fett: Saisonbestwert
| Spieler       | Team               | GP | G  | A  | Pts | PIM |
| ------------- | ------------------ | -- | -- | -- | --- | --- |
| Les Douglas   | Cleveland Barons   | 67 | 32 | 68 | 100 | 27  |
| Ab DeMarco    | Buffalo Bisons     | 70 | 40 | 54 | 94  | 16  |
| John Chad     | Providence Reds    | 70 | 36 | 54 | 90  | 4   |
| Pete Leswick  | Cleveland Barons   | 64 | 36 | 50 | 86  | 18  |
| Jack Gordon   | New Haven Ramblers | 70 | 23 | 60 | 83  | 2   |
| Cliff Simpson | St. Louis Flyers   | 56 | 31 | 52 | 83  | 8   |
| Fred Thurier  | Cleveland Barons   | 57 | 30 | 52 | 82  | 22  |
| Bob Carse     | Cleveland Barons   | 69 | 30 | 52 | 82  | 23  |
| Jack McGill   | Providence Reds    | 66 | 24 | 58 | 82  | 67  |
| Bill McComb   | St. Louis Flyers   | 61 | 32 | 49 | 81  | 43  |

## Calder-Cup-Playoffs

### Modus
Für die Play-offs qualifizierten sich die sechs besten Mannschaften der American Hockey League. In der ersten Play-off-Runde traf der Erste der Eastern Division auf den Ersten der Western Division sowie die beiden Zweiten und Dritten innerhalb ihrer Division aufeinander. Die beiden Sieger aus den Duellen der Mannschaften auf den Plätzen zwei und drei trafen daraufhin in der zweiten Runde aufeinander, während der Gewinner aus dem Duell der beiden Divisionsgewinner durch ein Freilos automatisch für das Finale qualifiziert war. Die ersten beiden Play-off-Runden fanden im Modus Best-of-Three statt, wobei die beiden Divisionsgewinner im Modus Best-of-Seven um die Finalteilnahme spielten. Das Finale selbst wurde ebenfalls im Modus Best-of-Seven ausgespielt.

### Play-off-Übersicht

#### Erste Runde
- (W1) Cleveland Barons – (E1) Buffalo Bisons 4:1
- (E2) Providence Reds – (E3) Springfield Indians 2:0
- (W2) Indianapolis Capitals – (W3) St. Louis Flyers 2:0

#### Zweite Runde
- (W1) Freilos für die Cleveland Barons
- (W2) Indianapolis Capitals – (E2) Providence Reds 2:0

#### Finale
- (W2) Indianapolis Capitals – (W1) Cleveland Barons 4:0

## Vergebene Trophäen

### Mannschaftstrophäen
| Auszeichnung                                                            | Team                  |
| ----------------------------------------------------------------------- | --------------------- |
| Calder Cup Gewinner der AHL-Playoffs                                    | Indianapolis Capitals |
| F. G. „Teddy“ Oke Trophy Bestes Team der West Division, reguläre Saison | Cleveland Barons      |

### Individuelle Trophäen
| Auszeichnung                                                                  | Spieler     | Team             |
| ----------------------------------------------------------------------------- | ----------- | ---------------- |
| Les Cunningham Award MVP der regulären Saison                                 | Les Douglas | Cleveland Barons |
| Carl Liscombe Trophy Bester Scorer                                            | Les Douglas | Cleveland Barons |
| Dudley „Red“ Garrett Memorial Award Bester Rookie                             | Paul Meger  | Buffalo Bisons   |
| Harry „Hap“ Holmes Memorial Award Torhüter mit dem geringsten Gegentorschnitt | Connie Dion | Buffalo Bisons   |